# Prise d'Alost (1582)
- Chronologie de la guerre de Quatre-Vingts Ans
- Valenciennes
- Austruweel
- Rheindalen
- Heiligerlee
- Jemmingen
- Jodoigne
- Brielle
- 1er Flessingue
- Malines
- Goes
- Mons
- Haarlem
- 2e Flessingue
- Borsele
- Zuiderzee
- Alkmaar
- Leyde
- Reimerswaal
- Mook
- Lillo
- Zierikzee
- 1er Anvers
- 1er Bréda
- Gembloux
- Rijmenam
- 1er Deventer
- Maastricht
- 2e Bréda
- Açores
- 2e Anvers
- 3e Anvers
- Boksum
- Zutphen
- 1er Berg-op-Zoom
- Gravelines
- 3e Bréda
- 2e Deventer
- Groningue
- Huy
- 1er Groenlo1
- 2e Groenlo
- Turnhout
- Nieuport
- Ostende
- L'Écluse
- 3e Groenlo
- Saint-Vincent
- Gibraltar
- Saint-Vincent (1621)
- 2e Berg-op-Zoom
- 4e Bréda
- 4e Groenlo
- Matanzas
- Bois-le-Duc
- Abrolhos
- Slaak
- Maastricht
- 5e Bréda
- Cabañas
- Calloo
- Les Downs
- Saint-Vincent (1641)
- Hulst
- Cavite

La prise de la ville d'Alost de 1582 est un épisode de la guerre de Quatre-Vingts Ans qui voit l'armée des États menée par Olivier van den Tympel s'emparer par la ruse de la ville d'Alost, dans le comté d'Alost, le 23 avril 1582.

## Prélude
Six ans plus tôt, avec le sac d'Alost, la ville est occupée pendant des mois par un groupe de mutins espagnols, qui soumettent la ville à toutes les horreurs du pillage, du meurtre et du viol. Alost sert de quartier général aux mutins jusqu'au 2 novembre 1576. Ils partent alors pour Anvers et participent à la fureur espagnole. Ces massacres prennent fin avec la pacification de Gand : les mutins sont amnistiés et la Flandre rejoint l'Union d'Utrecht (1579). Cependant, le roi Philippe II décrète rapidement que les villes perdues doivent être reconquises.

## Siège
Alors que le duc de Parme se trouve devant Audenarde, le seigneur de Tyant, Robert de Merode, gouverneur de Nienhove et Olivier van den Tempel, gouverneur de Bruxelles, arrivent à 2 heures du matin devant Alost avec trois compagnies de fantassins et une compagnie de cavaliers,. Ils tirent deux coups de canon sur le côté faible de la ville. Toute la garnison de la ville se précipite de ce côté et défend ce côté faible, tandis que Van den Tempel fait escalader une partie de ses hommes sur les murs du côté fort.
Ils doivent d'abord patauger dans le gracht jusqu'à hauteur de poitrine, avec un mousquet au bras gauche et une rapière au bras droit, sur le chapeau un flacon de poudre avec la mèche allumée dans la bouche. Le premier soldat, nommé Koning, est abattu. Certains hommes réussissent à entrer par cette voie et tuent la sentinelle, puis battent le tambour pour semer la confusion. Un groupe de deux cents hommes parvient à escalader les murs avec trois échelles. Ils se dirigent vers une grande place, où ils sont repoussés plusieurs fois par les occupants. Une féroce bataille urbaine s'ensuit au cours de laquelle de nombreux soldats espagnols sont tués. Pendant un moment, le moral est si mauvais chez les attaquants qu'ils veulent abandonner. Mais bientôt quelques hommes parviennent à ouvrir la porte de Bruxelles et abaissent le pont-levis. Cela permet à l'armée des États d'entrer. Les occupants, une centaine d'hommes, se replient désormais vers l'hôtel de ville et le marché. Les autres ont déjà fui la ville.

## Conséquences
La capture de la ville coûte vingt-cinq vies aux États, y compris le porte-étendard et le fameux Koning. Du côté espagnol, une centaine d'hommes sont capturés. On dénombre 200 morts parmi les civils et les militaires, dont 16 ou 17 religieux.
Parmi les captifs se trouvaient le gouverneur, le seigneur de Mouchron, et quatre capitaines. Les occupants expulsés d'Alost s'emparent du château de Gaasbeek le lendemain, prétextant qu'ils veulent y entreposer leur butin,.
Le seigneur de Tyant est nommé gouverneur d'Alost. Il ne jouira pas longtemps de cette position, car, le 3 novembre 1583, Alost sera à nouveau prise par les Espagnols.